# Julio Pleguezuelo
Julio Pleguezuelo, né le 26 janvier 1997 à Palma en Espagne, est un footballeur espagnol évoluant au poste de défenseur central au Plymouth Argyle.

## Biographie

### Débuts professionnels
Né à Palma en Espagne, Julio Pleguezuelo rejoint le centre de formation de l'Espanyol Barcelone en 2004, en provenance de l'Atlético Baleares.
En 2010, il poursuit sa formation à l'Atlético de Madrid, puis au FC Barcelone qu'il rejoint un an plus tard alors qu'il était courtisé par plusieurs clubs anglais comme l'Arsenal FC, Manchester City ou encore Tottenham Hotspur.
En juillet 2013, il rejoint l'Angleterre et le centre de formation de l'Arsenal FC. Le 11 avril 2014, après être devenu un joueur clé de l'équipe U18 d'Arsenal, il signe son premier contrat professionnel,.
Le 5 août 2016, Pleguezuelo est prêté pour une saison au RCD Majorque, club évoluant alors en deuxième division espagnole.

### FC Twente
Lors de l'été 2019, Julio Pleguezuelo rejoint librement le club néerlandais du FC Twente. Le transfert est annoncé dès le 21 mai 2019 et le joueur s'engage pour deux saisons plus une en option. Il retrouve à Twente deux de ses compatriotes, qu'il a connu au centre de formation du FC Barcelone, Aitor Cantalapiedra et Javier Espinosa (en). Il joue son premier match le 3 août 2019, lors de la première journée de la saison 2019-2020 d'Eredivisie face au PSV Eindhoven. Il entre en jeu à la place de Godfried Roemeratoe et les deux équipes se neutralisent (1-1).
Il inscrit son premier but en professionnel le 14 janvier 2021, lors d'une rencontre de championnat face à l'Ajax Amsterdam. Son équipe s'incline toutefois par trois buts à un ce jour-là.

### Plymouth Argyle
Le 21 juin 2023, Julio Pleguezuelo s'engage en faveur du Plymouth Argyle. Il signe un contrat de deux ans, soit jusqu'en juin 2025, et devient le premier joueur espagnol de l'histoire du club.
Il joue son premier match pour le club le 8 août 2023, lors d'une rencontre de coupe de la Ligue anglaise face à Leyton Orient. Titulaire et capitaine ce jour-là, il voit son équipe l'emporter par deux buts à zéro,.
Pleguezuelo marque son premier but pour Plymouth le 1er janvier 2025, lors d'une rencontre de championnat face à Bristol City. Il est titularisé et marque le but égalisateur de son équipe dans les dernières minutes du match (2-2 score final).

### En sélection
Julio Pleguezuelo représente l'équipe d'Espagne des moins de 17 ans pour un total de quatre matchs joués, et autant de titularisations, en 2014.